# Lemiesz i szpada przed sądem publicznym
Lemiesz i szpada przed sądem publicznym  (właśc. Lemiesz i szpada przed sądem publicznym. W sprawie Stan. Brzozowskiego) – broszura wydana we Lwowie w roku 1908 przez Karola Irzykowskiego i Ostapa Ortwina (współautorem był też Wacław Nałkowski), w której literaci stanęli w obronie Stanisława Brzozowskiego, posądzonego o współpracę z carską ochraną. W wypowiedziach dominował sceptycyzm co do winy autora Idei, co na tle ogólnej nagonki na jego osobę, było wówczas czymś wyjątkowym. Sam Brzozowski przyjął tekst z ogromnym entuzjazmem. Broszura została wydana nakładem autorów. Oni też zajmowali się kolportażem wśród przyjaciół. 